# Eita (Tarawa)
Eita è un'isola di Tarawa Sud, nella capitale delle Kiribati. È una località del Teinainano Urban Council. Ha 3.395 abitanti nel 2015.
Nel villaggio di Eita c'è il punto più alto di Tarawa con 3 m s.l.m.